# Kaskelothval
 "Kaskelot" omdirigeres hertil. For andre betydninger af Kaskelot, se Kaskelot (flertydig).
Kaskelothvalen (latin: Physeter macrocephalus), eller blot kaskelot, er verdens største tandhval. Kaskelotten findes ved og udenfor kontinentalsoklen i de fleste have over hele verden. Hannerne kan blive op til 20 m og veje op til ca. 55 ton. Hunnerne bliver kun op til 13 m og vejer op til 20 ton.
Kaskelotter hører til blandt de dybest dykkende hvaler, og dykketider på over 1 time og dybder på 1000 meter eller mere er ikke usædvanligt for hannerne.
Kaskelothvalen er med sin store næse med spermacetorganet et aktivt jagende rovdyr, der på stor dybde finder og fanger sit bytte ved hjælp af lyd, på samme måde som man måler afstand og retning ved hjælp af ekkolod.

## Navn
Navnet kaskelot kommer af det franske ord "cachalot", der er af uvis oprindelse. På norsk hedder den spermhval, der, ligesom det engelske sperm whale, hentyder til den særlige spermacetolie, der findes i næsen i det såkaldte spermacetorgan. Denne olie (spermacet) er klar og flydende ved kropstemperatur, men størkner ved lavere temperaturer til en hvid, stearinagtig masse, der har en vis lighed med sæd (sperm).

## Beskrivelse
Kaskelothvalen er den største af tandhvalerne og har kun tænder i underkæben. Hannerne bliver normalt 15 meter lange og vejer 41 ton som fuldvoksne, men individer på op til 20,5 meter og 57 ton er registreret. Hunnerne er betydeligt mindre og bliver normalt 11 meter lange med en vægt på 14 ton som fuldvoksne. Hovedet udgør mere end en tredjedel af kroppen og har en firkantet profil.
Kaskelothvalens hjerne er sammen med spækhuggerens hjerne de største blandt alle pattedyr.
Underkæben er meget smal og har 18-26 kegleformede tænder i hver kæbehalvdel. Hver tand vejer op til 1 kg. Blåsthullet sidder langt fremme på venstre side af "snuden", hvilket gør kaskelothvalen unik og let genkendelig.
Lufferne foran er korte og kantede, mens halefinnen er stor og kraftig og omkring 4-5 m bred. Kroppen er kompakt og farven varierer normalt fra brun til mørkegrå med lysere bugside. Albinisme er også kendt blandt kaskelothvaler.

## Forældede teorier om næsen
Kaskelottens store næse med den usædvanlige opbygning har været svær for forskerne at forklare, og mange teorier er blevet fremsat, før man ved lydstudier endelig har fastslået funktionen. Et svampeagtigt væv omgivet af et bindevævslag indeholder en olie, der ved hvalens død størkner til en mælkeagtig voks, der ligner mandligt kønssekret (deraf navnet spermhval på norsk og sperm whale på engelsk). Man troede tidligere, at denne olie var central i artens reproduktion, men man ved i dag, at dette ikke er tilfældet. Det er heller ikke tilfældet, at oliens største betydning er for hvalens evne til at regulere egen flydeevne og opdrift, som skulle ske ved, at åndedrætskanalerne i organet benyttes til enten at opvarme eller at afkøle olien. Kaskelothvalens olie har et smeltepunkt på 29 °C, og når kaskelothvalen dykker, lader den køligere vand strømme gennem sine luftvejskanaler, således at olien bliver tykkere. Dette skulle også være forklaringen på, at kaskelothvalens luftvejskanaler går på skrå fra svælget til åndehullet, der er placeret langt fremme på hvalens "snude". Placeringen gør imidlertid, at det store organ kan afkøles, hvorved olien stivner (og krymper), således at hvalens (hovedets) tæthed øges for derved at reducere flydeevnen og medføre negativ opdrift. Når hvalen stiger mod overfladen igen, vendes processen om gennem opvarmning af stadig varmere vand, hvilket forøger flydeevnen. Men denne teori er også blevet afvist.
Man ved nu, at næsen er den største biologiske lydgenerator i naturen, der samtidig skaber det kraftigste lydtryk. Klikkende kaskelothvaler kan ved hjælp af den store næse danne en meget snæver og ekstremt kraftig lydstråle, hvor mere end 99 procent af lydenergien er koncentreret inden for en kegle på cirka 10 grader foran hvalerne. Næsens lydgenerator anvendes altså til langdistance-ekkolokalisering af dybhavets fisk og blæksprutter. Danske forskere har været med til at afsløre, hvordan næsen i dybder ned til 200 m benyttes til kommunikation og i dybder ned til 800 m bruges til at lokalisere byttet med.

## Habitat
Kaskelothvalen findes i alle verdens havområder. Hannene finder man fra iskanten i polarområderne til tropiske farvande, mens hunner og unger foretrækker subtropiske og tropiske farvande, hvor vandets temperatur er mindst 15 grader Celsius. I farvandene omkring Danmark findes derfor alene hanner.
Kaskelothvalerne findes på og udenfor kontinentalsoklen. Kaskelothvalerne foretrækker store dybder, og er derfor ikke ofte forekommende i danske farvande. Kaskelothvaler observeres i Nordsøen og er talrig i Norskehavet.

## Føde
Kaskelotter lever hovedsageligt af blæksprutter. Hvalen er udstyret med 18-30 spidse tænder i den spinkle underkæbe, som bruges til at fastholde byttet. Tænderne passer præcist op i huller i overkæben. Mange kaskelotter, specielt de store hanner, der dykker dybest, kan tage meget store blæksprutter, herunder kæmpeblæksprutter og kolosblæksprutter. Deres hovedføde er imidlertid mindre blæksprutter. I Nordatlanten udgør arten Gonatus fabricii tilsyneladende hovedparten af føden.

## Strandinger
Det hænder, at kaskelothvaler strander ved de flade kyster. Det er uvist, hvorfor kaskelotterne strander, men en af teorierne går på, at de er ude af stand til at orientere sig i lavere vand. En del strandinger sker i området omkring Nordsøen (og lavere farvande med forbindelse til Nordsøen). Det er muligt, at kaskelothvalerne er ude af stand til at finde ud af lavere farvande som f.eks. Nordsøen, hvis de ved en fejl kommer ind mellem Norge og Skotland. Andre årsager kunne være sygdom, ændringer i Jordens magnetfelt eller andre usædvanlige naturforhold.
I Danmark strander kaskelothvalerne af og til ved de flade kyster, senest på Henne Strand i 2014. Flere strandinger er tidligere sket her, muligvis på grund af magnetiske forstyrrelser fra Ringkøbing-Fyn Højderyggen, udover de ovennævnte årsager. Største strandinger er sket på Rømø, hvor 16 kaskelotter, alle hanner, strandede i marts 1996 og igen 13 (også hanner) i december 1997. I 1770 strandede en kaskelothval (han) i Alrø Sund mellem Alrø og Hjarnø i Horsens Fjord. Dele af skelettet – stykker af rygsøjlen samt et ribben – opbevares på Glud Museum.

## Hvalfangst
Det er blevet drevet jagt på kaskelothvaler siden slutningen af 1600-tallet, primært på grund af spermacetolien og en mørk tarmolie, der kaldes ambra. Også de store tænder var værdifulde på grund af stigende efterspørgsel efter elfenben. Spermacetolien var eftertragtet, fordi den var ren og var de fleste andre naturolier overlegen som smøremiddel. Spermacetolien har endvidere den egenskab, at den brænder klart, hvilet gjorde olien velegnet til gadebelysning og til støbning af lys.
Ambra blev anvendt i produktionen af sæbe, stearinlys, kosmetik og rensemidler.
Kaskelothvalens spæk har også været eftertragtet, men ikke i forhold til spæk fra andre hvaler, og den primære udnyttelse ved hvalfangst af kaskelothval har været olierne.
I 1800-tallet fangede amerikanske hvalfangere, med udgangspunkt i New Bedford og Nantucket Island, store mængder kaskelothvaler på grund af de værdifulde olier. I 1900-tallet, frem til 1980'erne drev Sovjetunionen, samt portugisere fra Azorerne og Madeira hvalfangst efter kaskelotter, ligesom fangst af kaskelot var en vigtig indtægtskilde for norske hvalfangere i samme periode.
Hvalfangsten i 1800-tallet er levende beskrevet af flere forfattere, hvoraf især Herman Melville og Frank T. Bullen kan fremhæves.
Hvalfangst efter kaskelotter ophørte i 1987, da den blev totalfredet. Japan påbegyndte dog i 2001 en mindre hvaljagt efter kaskelotter i det nordlige Stillehav.

## Steder hvor man kan se kaskelotter
Kaskelotter findes over hele verden, men oftest så langt fra kysten at de er vanskelige at komme til. Gode steder at se kaskelotter er:
- Andenes, Norge
- Azorerne
- Kaikoura, New Zealand
- Gibraltarstrædet
- Liguriske hav, Middelhavet

Andenes og Kaikoura er specielle derved at en undersøisk kløft i kontinentalsoklen kommer meget tæt på land. Disse undersøiske kløfter er meget produktive og tiltrækker derfor mange kaskelotter og andre hvaler (upwelling).